# Breguet 521
Die Breguet 521 Bizerte war ein Flugboot des französischen Herstellers Breguet in Anderthalbdeckerbauweise für die Fernaufklärung.

## Geschichte
Die Bizerte war eine Weiterentwicklung der Short Calcutta, für deren Bau Breguet 1931 die Lizenzrechte erhalten hatte. Die Entwicklung erfolgte 1932 auf Grund einer Ausschreibung der französischen Marine für ein Langstreckenflugboot.
Der Prototyp Br.521.01 flog erstmals am 11. September 1933, die Flugerprobung dauerte noch bis September 1934. Dabei erfolgten einige Verbesserungen, so erhielten zum Beispiel die anfangs unverkleideten Triebwerke NACA-Hauben. Am 1. April 1935 wurde die erste Maschine zur Einsatzerprobung an die Escadrille 1E2 der französischen Seefliegerkräfte übergeben.
Bereits 1934 wurde ein Vorserienlos über drei Maschinen beauftragt, wobei das erste Exemplar seine vorläufige Einsatzerprobung im Oktober 1935 in Le Havre beendete. Bei der zweiten Maschine wurden weitere Änderungen vorgenommen, dazu gehörte die Verlängerung des verglasten Cockpitaufbaus und der Wegfall der offenen Bugwaffenstation. Anstelle der dortigen 20-mm-Kanone wurde je ein Doppel-MG in Waffenständen an den Rumpfseiten vor der Flügelvorderkante angebracht.
Es wurden einige kleine Serienaufträge erteilt, wobei die siebte Maschine im März 1936 und die zwölfte vor dem Jahresende 1936 ausgeliefert wurde. Die zwölfte Bizerte erhielt drei Hispano-Suiza-14AA-Triebwerke und trug die Bezeichnung Br.522, blieb aber die einzige Maschine in dieser Konfiguration. Weitere neun Maschinen wurden am 30. November 1936 beauftragt, gefolgt von drei Exemplaren am 18. Oktober 1937. Insgesamt wurden bis Ende 1938 30 Exemplare hergestellt. Am 15. August 1940 waren noch 20 Bizerte bei der französischen Marine im Einsatz.
Nach der deutschen Besetzung von Vichy-Frankreich beschlagnahmte die deutsche Luftwaffe insgesamt acht Bizerte und setzte sie von Lorient und Saint-Mandrier aus für Seenotrettungseinsätze ein.

## Konstruktion
Die Bizerte war eine Ganzmetallkonstruktion mit dem gesamten Treibstoffvorrat von maximal 4000 kg im unteren Flügel und drei 14-Zylinder-Sternmotoren von Gnome-Rhône mit je 900 PS. Der Bootsrumpf war zweistufig und gekielt, mit drei Kasten-Hauptspanten, die oben mit Duraluminium und an der Unterseite mit Stahlblech beplankt waren. Zwei einstufige Stützschwimmer befanden sich an den Enden des Unterflügels. Es gab einen Waschraum, eine Küche, vier Betten und einen Süßwasserbehälter.
Die Bizerte war ein Anderthalbdecker; Oberflügel und Unterflügel verbanden links und rechts außen zwei parallele Streben, weitere vier Doppelstreben waren zwischen Oberflügel und den drei auf dem Unterflügel aufgeständerten Triebwerken angeordnet. Bis zum Vorderholm waren die Tragflächen blechbeplankt, der Rest war mit Stoff bespannt. Nur am Oberflügel gab es Querruder. Das Leitwerk war freitragend aus stoffbespanntem Duraluminium, mit N-Streben abgestützt.

## Technische Daten

Drauf- und Seitenansicht der Breguet 521

| Kenngröße             | Daten                                                          |
| --------------------- | -------------------------------------------------------------- |
| Besatzung             | 8                                                              |
| Länge                 | 20,50 m                                                        |
| Spannweite            | oben 35,15 m / unten 18,90 m                                   |
| Höhe                  | 7,45 m                                                         |
| Flügelfläche          | 162,60 m²                                                      |
| Leermasse             | 9.470 kg                                                       |
| Startmasse            | normal 15.000 kg maximal 16.600 kg                             |
| Höchstgeschwindigkeit | 245 km/h in 1.000 m Höhe                                       |
| Marschgeschwindigkeit | wirtschaftlich 165 km/h maximal 200 km/h                       |
| Steiggeschwindigkeit  | 228 m/min                                                      |
| Gipfelhöhe            | 6.000 m                                                        |
| Reichweite            | normal 2.000 km maximal 3.000 km                               |
| Aktionsradius         | 1.200 km                                                       |
| Flugdauer             | 10 h bei 200 km/h                                              |
| Triebwerk             | drei Gnome-Rhône 14KIrs oder 14N-11 mit je 671 kW (ca. 910 PS) |
| Bewaffnung            | fünf 7,5-mm-MG Darne                                           |
| Bombenlast            | 300 kg an Unterflügelstationen                                 |